# ベドゥム
ベドゥム（オランダ語: Bedum [ˈbeːdɵm] ( 音声ファイル)、フローニン語: Beem）は、オランダのフローニンゲン州にある町。かつては基礎自治体（ヘメーンテ）であったが、2019年1月1日に近隣のデ・マルネ、エームスモント、ヴィンスムと合併しヘット・ホーヘラントとなった。フローニンゲンの大規模なベッドタウンのひとつである。
スーパーマーケットが3店舗と数軒のパブ、それに「ベドゥムの斜塔」と呼ばれる傾いた教会の塔がある。サッカー選手のアリエン・ロッベンは1984年1月23日に当地で生まれた。ベドゥム駅が置かれている。
聖ワルフリドゥス教会の高さ36mの尖塔の傾斜角は、現在ではピサの斜塔より大きいと推定されている。双方の高さが同じならば、ベドゥムの斜塔のほうが6cm大きく傾いていることになる。

## 地区
- ベドゥム (Bedum)
- ノールドウォルデ (Noordwolde)
- オンデルデンダム (Onderdendam)
- ゾイドウォルデ (Zuidwolde)
- エッレルホイゼン (Ellerhuizen)
- ウェステルデイクスホルン (Westerdijkshorn)

2013年に作製されたベドゥム市の地勢図